# Stemodia grossa
Stemodia grossa är en grobladsväxtart som beskrevs av George Bentham. Stemodia grossa ingår i släktet Stemodia och familjen grobladsväxter. Inga underarter finns listade i Catalogue of Life.